# Decapodiformes
Los Decapodiformes son un superorden de moluscos cefalópodos que incluye todas las especies con cinco pares de brazos. Los pares I, II, III y V se denominan brazos. El par IV, conocido como tentáculos, está modificado para la captura de presas y se puede "disparar" y contraer rápidamente.

## Clasificación
El superorden Decapodiformes incluye:
- ?Orden †Boletzkyida
- Orden Spirulida: calamar espirulado
- Orden Sepiida: sepias, jibias, chocos y cachones
- Orden Sepiolida: calamares pigmeos y calamares de cola de botella
- Orden Teuthida: calamares